# Tanzaniaroodsnaveltok
De tanzaniaroodsnaveltok (Tockus ruahae)  is een neushoornvogel die voorkomt in het Afrotropisch gebied. De soort wordt vaak nog beschouwd als een ondersoort van de roodsnaveltok (T. erythrorhynchus ruahae).

## Kenmerken
Deze vogel lijkt sterk op de roodsnaveltok. Hij is 42 tot 48 cm lang en weegt gemiddeld 200 gram. Hij verschilt van de gewone roodsnaveltok door een zwart (en niet geel of roze) gekleurde, brede ring van naakte huid rond het oog, waarbij het oog bleekgeel gekleurd is. Verder is de kop egaal wit, dus zonder streping.

## Verspreiding en leefgebied
Het verspreidingsgebied van deze roodsnaveltok ligt in midden Tanzania, waar hij voorkomt in de nationale parken Ruaha and Katavi. Het leefgebied bestaat uit savanne en halfwoestijnen met baobabbomen. De soort wordt door de BirdLife International nog niet erkend als aparte soort en heeft daarom geen aparte vermelding op de Rode Lijst van de IUCN.